# Bhisho
Bhisho – miasto w Południowej Afryce, ośrodek administracyjny Prowincji Przylądkowej Wschodniej. Około 11 tys. mieszkańców. W mieście znajduje się port lotniczy Bhisho.